# Günther Michler
Günther Michler (* 1942 in Falkenstein) ist ein deutscher Geograph und Publizist. 

## Leben
Günther Michler promovierte 1973 zum Wärmehaushalt des Sylvensteinspeichers und war bis 2005 Akademischer Direktor am Institut für Geographie der Ludwig-Maximilians-Universität München. Der Schwerpunkt seiner fachlichen Veröffentlichungen liegt in der Hydrogeographie und Sedimentologie fast aller größeren Seen Bayerns und der Nordalpen. Sie befassen sich insbesondere mit Untersuchungen von Temperatur-, Wärme- und Stoffhaushalt sowie der Entnahme von Bohrkernen aus vorgenannten Seen und deren analytische Bearbeitung hinsichtlich Sediment-, Klima- und Umweltparameter. Daneben ist er als Autor, Mitautor oder Herausgeber von zahlreichen populär-wissenschaftlichen Atlanten und Naturbüchern tätig.